# Диозы
Диозы (от греч. δύο — два и франц. -ose — суффикс, обозначающий принадлежность к сахарам) — общее родовое химическое название класса двухуглеродных моносахаридов, то есть сахаров, общей формулой которых является C2(H2O)2, или C2H4O2.

## Строение молекул
Так как у диоз имеется всего лишь 2 атома углерода, то данная группа является единственной среди всех групп сахаров, в которой отсутствуют кетозы. 
Единственным представителем диоз является гликольальдегид (первый представитель ряда альдегидосахаров, т.е. альдоз), который ввиду отсутствия хирального центра не имеет стереоизомеров. 

Гликольальдегид

## Нахождение в природе
Диозы (гликольальдегид) являются промежуточными продуктами обмена веществ у всех живых организмов. Производные гликольальдегида в организме служат предшественником многих веществ, в том числе аминокислоты глицина.